# 東内村
東内村（ひがしうちむら）は長野県小県郡にあった村。現在の上田市東内にあたる。

## 地理
- 山：富士嶽山
- 河川：内村川
- 東内のシダレエノキ（国の天然記念物）

## 歴史
- 1876年（明治9年） - 近世以来の荻窪村・和子村・辰ノ口村が合併して東内村となる。
- 1889年（明治22年）4月1日 - 町村制の施行により、東内村が単独で自治体を形成。
- 1954年（昭和29年）10月1日 - 丸子町に編入。同日東内村廃止。